# Sekundærrute 467
De Sekundærrute 467 is een secundaire weg in Denemarken. De weg loopt van Skjern via Videbæk en Aulum naar Karup. De Sekundærrute 467 loopt door Midden-Jutland en is ongeveer 68 kilometer lang.